# Callyntrotus polygoni
Callyntrotus polygoni är en spindeldjursart som först beskrevs av Johan Ivar Liro 1941.  Callyntrotus polygoni ingår i släktet Callyntrotus, och familjen Eriophyidae. Arten är reproducerande i Sverige.